# Campeões mundiais de dança de salão
Os campeões mundiais da dança de salão profissional, os dançarinos profissionais que venceram os campeonatos do Conselho Mundial de Dança (WDC) e seus predecessores históricos. A dança de Salão também é uma dança esportiva, na competição é conhecida como Dance Sport ou Ballroom Dance. que substitui o termo anteriormente usado Modern ou Standard na terminologia WDC (não inclui as danças latinas).
Campeonatos mundiais do tipo dança de salão são realizados desde 1909, quando Camille de Rhynal realizou campeonatos anuais em Paris. Os registros dos anos anteriores à Primeira Guerra Mundial são incompletos, e foi somente a partir de 1922, quando o esporte se dividiu em níveis profissionais e amadores. Os campeonatos de 1922 também foram os primeiros a conceder um único 'campeonato mundial' em oposição aos títulos nas danças individuais. O Campeonato Mundial foi realizado na França (Paris) de 1925 a 1939, exceto por um ano em Nice.
Estas competições anuais só se tornaram oficiais em 1936, e desde 1937 o título foi detido por bailarinos do Reino Unido até ao fim daquele século. Com a eclosão da Segunda Guerra Mundial, os campeonatos foram suspensos por seis anos. Após seu renascimento, o mundo da dança de salão profissional estava se tornando cada vez mais fragmentado à medida que organizações concorrentes competiam pelo domínio. Quando em 1950 finalmente foi fundado, o International Council of Ballroom Dancing (ICBD, em português Conselho Internacional de Dança de Salão) ou World Dance Council, tornando-se a primeira organização internacional de dança profissional. Todas as outras competições que afirmavam ser os 'Campeonatos Mundiais' foram boicotadas pelos países membros.
O campeonato voltou mais uma vez em 1959 sob o controle do ICBD, embora aquele ano tenha sido uma espécie de teste. O primeiro campeonato oficialmente concedido da nova série veio em 1960 e continuou desde então. O ICBD foi renomeado como World Dance & DanceSport Council (WD&DSC) e renomeado novamente como WDC .
A seção Professional Ballroom (ocasionalmente chamada de Professional Modern na tradição britânica) do Dance Sport) abrange as danças valsa, foxtrot, quickstep, tango e valsa vienense.

## Campeões mundiais
| Year | Winners                                     | Nation   |
| ---- | ------------------------------------------- | -------- |
| 1922 | Victor Silvester & Phyllis Clarke           | England  |
| 1923 | no contest held                             |          |
| 1924 | Maxwell Stewart & Barbara Miles             | England  |
| 1925 | Maxwell Stewart & Barbara Miles             | England  |
| 1926 | Maxwell Stewart & Pat Sykes                 | England  |
| 1927 | Edward Blunt & Doris Germai                 | England  |
| 1928 | Maxwell Stewart & Pat Sykes                 | England  |
| 1929 | Herbert Jemull & Gerti Hepprich             | Germany  |
| 1930 | Maxwell Stewart & Pat Sykes                 | England  |
| 1931 | Arthur Milner & Norma Cave                  | England  |
| 1932 | Marcel & Mme Chapoul                        | France   |
| 1933 | Sydney Stern & Mae Walmsey                  | England  |
| 1934 | Marcel & Mme Chapoul                        | France   |
| 1935 | Marcel & Mme Chapoul                        | France   |
| 1936 | Marcel & Mme Chapoul                        | France   |
| 1937 | Arthur Norton & Pat Eaton                   | England  |
| 1938 | Arthur Norton & Pat Eaton                   | England  |
| 1939 | Arthur Norton & Pat Eaton                   | England  |
| 1947 | Victor Barrett & Doreen Freeman             | England  |
| 1948 | Bob Henderson & Eileen Henshall             | England  |
| 1949 | Bob Henderson & Eileen Henshall             | England  |
| 1950 | Bob Henderson & Eileen Henshall             | England  |
| 1959 | Desmond Ellison & Brenda Winslade           | England  |
| 1960 | Bill and Bobbie Irvine                      | Scotland |
| 1961 | Harry Smith-Hampshire & Doreen Casey        | England  |
| 1962 | Bill & Bobbie Irvine                        | Scotland |
| 1963 | Bill & Bobbie Irvine                        | Scotland |
| 1964 | Bill & Bobbie Irvine                        | Scotland |
| 1965 | Bill & Bobbie Irvine                        | Scotland |
| 1966 | Peter Eggleton & Brenda Winslade            | England  |
| 1967 | Bill & Bobbie Irvine                        | Scotland |
| 1968 | Bill & Bobbie Irvine                        | Scotland |
| 1969 | Peter Eggleton & Brenda Winslade            | England  |
| 1970 | Peter Eggleton & Brenda Winslade            | England  |
| 1971 | Anthony Hurley & Fay Saxton                 | England  |
| 1972 | Anthony Hurley & Fay Saxton                 | England  |
| 1973 | Richard & Janet Gleave                      | England  |
| 1974 | Richard & Janet Gleave                      | England  |
| 1975 | Richard & Janet Gleave                      | England  |
| 1976 | Richard & Janet Gleave                      | England  |
| 1977 | Richard & Janet Gleave                      | England  |
| 1978 | Richard & Janet Gleave                      | England  |
| 1979 | Richard & Janet Gleave                      | England  |
| 1980 | Richard & Janet Gleave                      | England  |
| 1981 | Michael & Vicky Barr                        | England  |
| 1982 | Michael & Vicky Barr                        | England  |
| 1983 | Michael & Vicky Barr                        | England  |
| 1984 | Michael & Vicky Barr                        | England  |
| 1985 | Michael & Vicky Barr                        | England  |
| 1986 | Stephen & Lindsey Hillier                   | England  |
| 1987 | Stephen & Lindsey Hillier                   | England  |
| 1988 | Stephen & Lindsey Hillier                   | England  |
| 1989 | John Wood & Anne Lewis                      | England  |
| 1990 | Marcus &amp; Karen Hilton                   | England  |
| 1991 | Marcus & Karen Hilton                       | England  |
| 1992 | Marcus & Karen Hilton                       | England  |
| 1993 | Marcus & Karen Hilton                       | England  |
| 1994 | Marcus & Karen Hilton                       | England  |
| 1995 | Marcus & Karen Hilton                       | England  |
| 1996 | Marcus & Karen Hilton                       | England  |
| 1997 | Marcus & Karen Hilton                       | England  |
| 1998 | Marcus & Karen Hilton                       | England  |
| 1999 | Luca &amp; Loraine Baricchi                 | England  |
| 2000 | Augusto Schiavo & Caterina Arzenton         | Italy    |
| 2001 | Luca & Loraine Baricchi                     | England  |
| 2002 | Christopher Hawkins & Hazel Newberry        | England  |
| 2003 | Christopher Hawkins & Hazel Newberry        | England  |
| 2004 | Christopher Hawkins & Hazel Newberry        | England  |
| 2005 | Mirko Gozzoli & Alessia Betti               | Italy    |
| 2006 | Mirko Gozzoli & Alessia Betti               | Italy    |
| 2007 | Mirko Gozzoli & Alessia Betti               | Italy    |
| 2008 | Mirko Gozzoli & Alessia Betti               | Italy    |
| 2009 | Arunas Bizokas & Katusha Demidova           | USA      |
| 2010 | Arunas Bizokas & Katusha Demidova           | USA      |
| 2011 | Arunas Bizokas & Katusha Demidova           | USA      |
| 2012 | Arunas Bizokas & Katusha Demidova           | USA      |
| 2013 | Arunas Bizokas & Katusha Demidova           | USA      |
| 2014 | Arunas Bizokas & Katusha Demidova           | USA      |
| 2015 | Arunas Bizokas & Katusha Demidova           | USA      |
| 2016 | Arunas Bizokas & Katusha Demidova           | USA      |
| 2017 | Victor Fung & Anastasia                     | USA      |
| 2018 | Arunas Bizokas & Katusha Demidova           | USA      |
| 2019 | Andrea Ghigiarelli & Andracchio-Ghigiarelli | UK       |
| 2020 | Title not held — COVID pandemic             |          |
| 2021 | Domen Krapez & Natascha Karabey             | Germany  |
| 2022 | Valerio Colantoni & Monica Nigro            | Italy    |